# Julija Wiktorowna Gusijowa
Julija Wiktorowna Gusijowa (russisch Ю́лия Ви́кторовна Гузиё́ва, englisch Julia Guzieva, * 18. Dezember 1988 in Stepnogorsk, Kasachische SSR, Sowjetunion) ist eine russische Curlerin. 

## Karriere
Gusijowa spielte erstmals international bei der Europameisterschaft 2016 als Lead des russischen Teams um Skip Wiktorija Moissejewa. Die Mannschaft zog in das Finale ein und besiegte dort die Schwedinnen um Anna Hasselborg. 
Im Dezember 2017 gewann sie mit dem Team Moissejewa das russische Ausscheidungsturnier für die Teilnahme an den Olympischen Winterspielen 2018 gegen das Team von Anna Sidorowa mit 4:1 Spielen und trat unter der Fahne der Olympic Athletes from Russia in Pyeongchang an. Zusammen mit ihren Teamkolleginnen belegte sie nach zwei Siegen und sieben Niederlagen in der Round Robin den neunten Platz.
Bei der Weltmeisterschaft 2018 im kanadischen North Bay spielte sie an der Position des Lead unter Skip Wiktorija Moissejewa. Nach einer Niederlage im Halbfinale gegen die schwedische Mannschaft um Anna Hasselborg schlug sie mit dem russischen Team die US-amerikanische Mannschaft um Jamie Sinclair im Spiel um Platz 3 und gewann die Silbermedaille.